# Berowra Heights, New South Wales
Berowra Heights este o suburbie în Sydney, Australia.